# کاسینو، نیو ساوت ولز
کاسینو (به انگلیسی: Casino) یک شهرک در استرالیا است که در Richmond Valley Council واقع شده‌است.

## خواهرخوانده
شهر کاسینو خواهرخواندهٔ کاسینو، نیو ساوت ولز هست.